# L'Abolició de l'Home
L'Abolició de l'Home (The Abolition of Man en anglès) és un llibre de 1943 de C. S. Lewis. Està subtitulat com "Reflexions sobre l'educació amb especial referència a l'ensenyament de l'anglès en els cursos superiors de les escoles", i l'usa com un punt de partida per a una defensa del valor objectiu i la llei natural, i fa una advertència de les conseqüències de suprimir o "desacreditar" aquestes coses. Defensa la ciència com una cosa que val la pena, però critica usar-la per desacreditar els valors — el valor de la ciència mateixa està entre ells — o definir-la per excloure dits valors.

## En cultura popular
- El duo de rap cristià Mars ILL va nomenat una cançó "The Abolition of manCHILD" en el seu àlbum Raw Material (2002) pel llibre
- En 2003 la banda de post-hardcore Thrice basa les lletres de la cançó "The Abolition of Man" en el llibre. Apareix en el seu tercer treball, The Artist in the Ambulance.
- La banda Point of Recognition fa al·lusió al llibre de Lewis en la lletra de la cançó "Abolition of Man."